# Karshomyia hemisphaerica
Karshomyia hemisphaerica är en tvåvingeart som först beskrevs av Nikolai Vasilevich Kovalev och Boris Mamaev 1966.  Karshomyia hemisphaerica ingår i släktet Karshomyia och familjen gallmyggor. Inga underarter finns listade i Catalogue of Life.